# Generi di Asteraceae
Elenco dei generi appartenenti alla famiglia delle Asteraceae.

## A

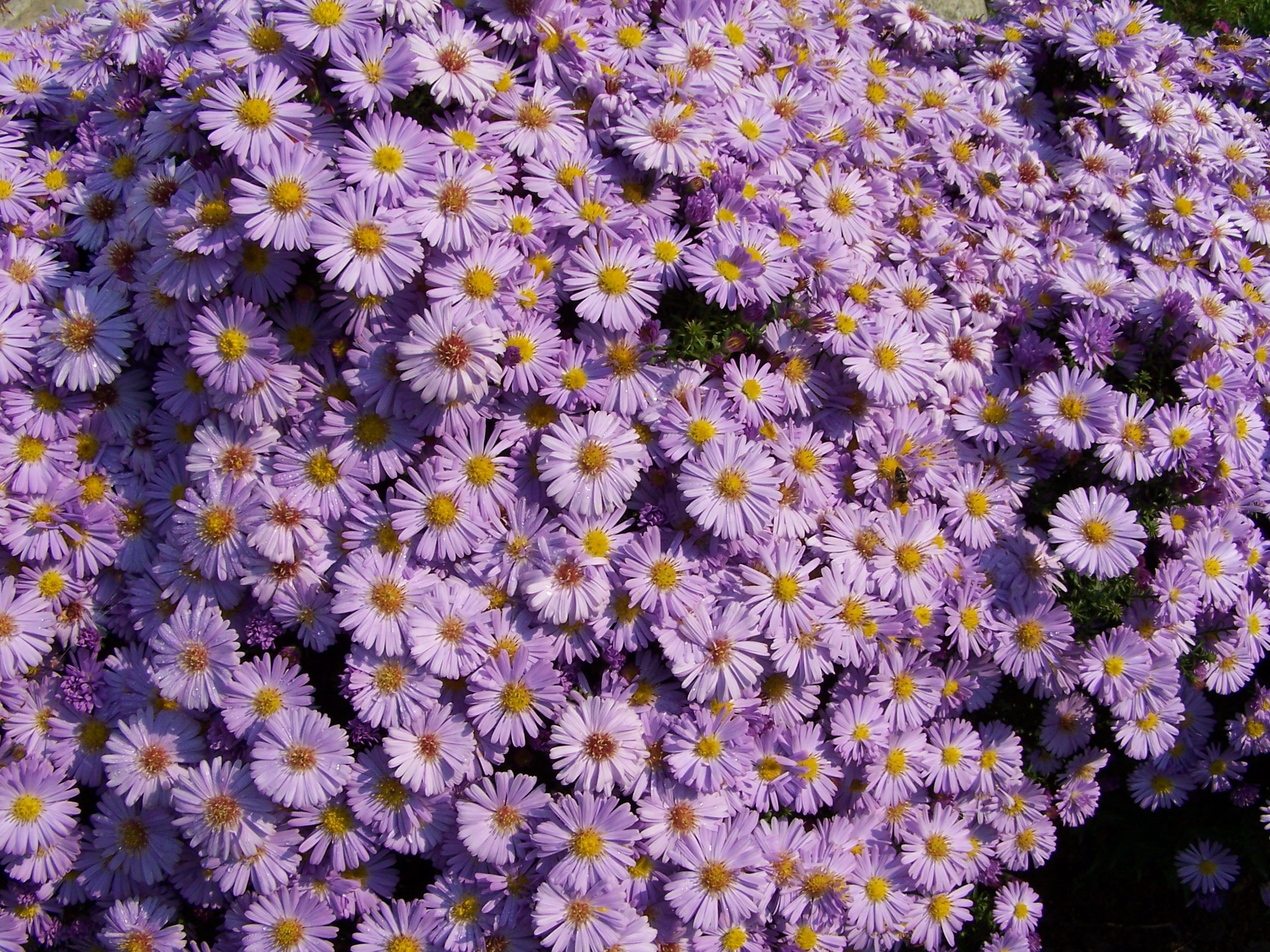
Fiori di Aster amellus

Aaronsohnia, Abrotanella, Acamptopappus, Acanthocephalus, Acanthocladium, Acanthodesmos, Acantholepis, Acanthospermum, Acanthostyles, Achillea, Achnophora, Achnopogon, Achyrachaena, Achyrocline, Achyropappus, Achyrophorus, Achyrothalamus, Acilepidopsis, Acilepis, Acmella, Acomis, Acourtia, Acrisione, Acritopappus, Acroclinium, Acroptilon, Actinella, Actinobole, Actinomeris, Actinoseris, Actites, Adelostigma, Adenachaena, Adenanthellum, Adenocaulon, Adenocritonia. Adenoglossa, Adenoon, Adenopappus, Adenophyllum, Adenostemma, Adenostyles, Adenothamnus, Adventina, Aedesia, Aegopordon, Aequatorium, Aetheolaena, Aetheorhiza, Ageratella, Ageratina, Ageratinastrum, Ageratum, Agoseris, Agrianthus, Ainsliaea, Ajania, Ajaniopsis, Alatosela, Albertinia, Alcantara, Alcione, Aldama, Alepidocline, Alfredia, Aliella, Allagopappus, Allardia, Alloispermum, Allopterigeron, Almutaster, Alomia, Alomiella, Alvordia, Amauria, Amberboa, Amblyocarpum, Amblyolepis, Amblyopappus, Amboroa, Ambrosia, Ameghinoa, Amellus, Ammobium, Amolinia, Ampelaster, Amphiachyris, Amphiglossa, Amphipappus, Amphoricarpos, Anacantha, Anacyclus, Anaphalioides, Anaphalis, Anaxeton, Ancathia, Ancistrocarphus, Ancistrophora, Andryala, Angelphytum, Angianthus, Anisochaeta, Anisocoma, Anisopappus, Anisothrix, Antennaria, Anthemis, Antillia, Antiphiona, Antithrixia, Anura, Anvillea, Apalochlamys, Aphanactis, Aphanostephus, Aphyllocladus, Apodocephala, Apopyros, Aposeris, Apostates, Arbelaezaster, Archibaccharis, Arctium, Arctogeron, Arctotheca, Arctotis, Argyranthemum, Argyroglottis, Argyrovernonia, Argyroxiphium, Aristeguietia, Arnaldoa, Arnica, Arnicastrum, Arnoglossum, Arnoseris, Arrhenechthites, Arrojadocharis, Arrowsmithia, Artemisia, Artemisiopsis, Asaemia, Asanthus, Ascidiogyne, Aspilia, Asplundianthus, Aster, Asteridea, Asteriscus, Asteromoea, Asteropsis, Asterothamnus, Astranthium, Athanasia, Athrixia, Athroisma, Atractylis, Atractylodes, Atrichantha, Atrichoseris, Austrobrickellia, Austrocritonia, Austroeupatorium, Austrosynotis, Axiniphyllum, Ayapana, Ayapanopsis, Aylacophora, Aynia, Aztecaster.

## B

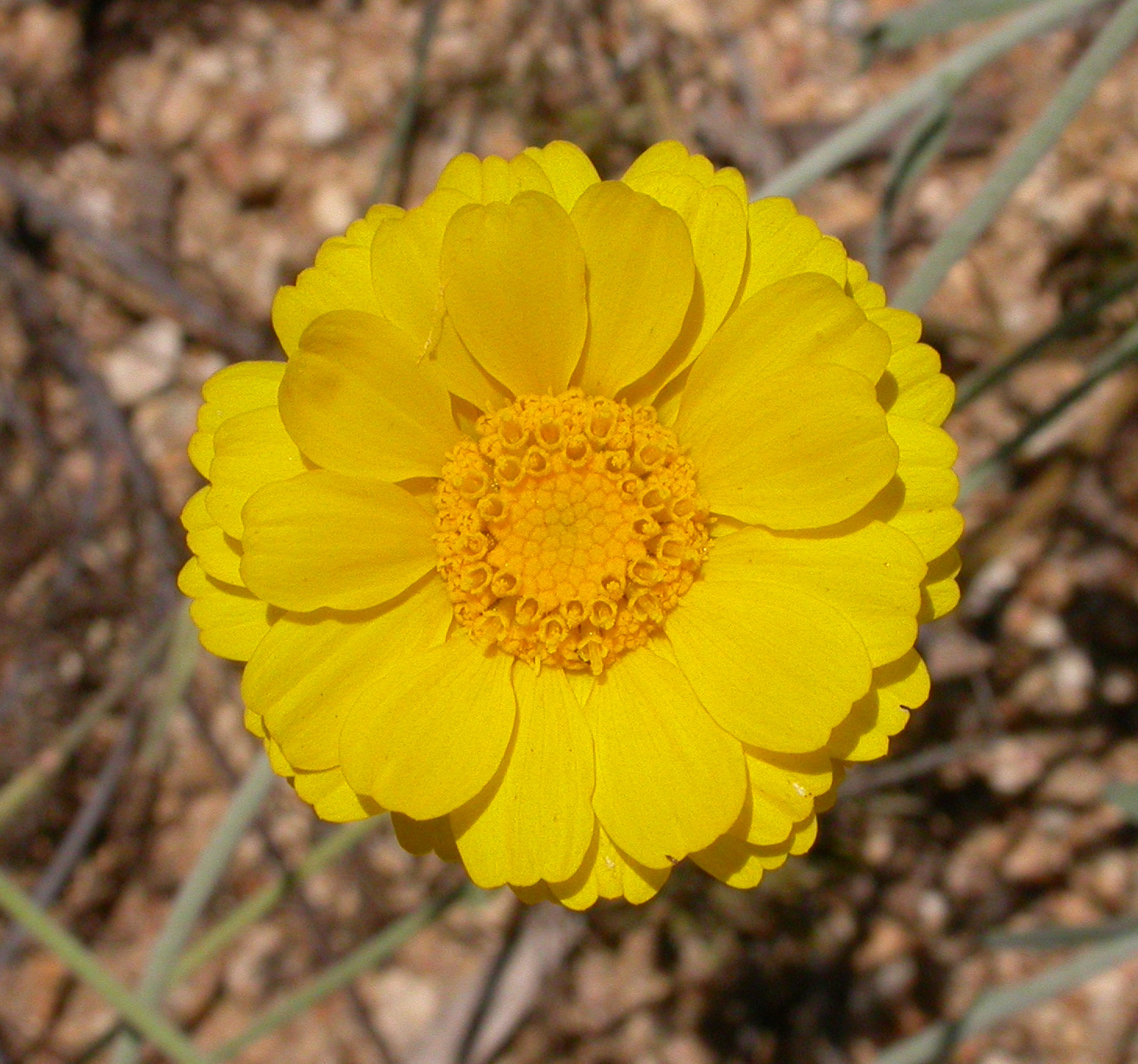
Baileya multiradiata

Baccharidopsis, Baccharis, Baccharoides, Badilloa, Baeria, Baeriopsis, Bafutia, Bahia, Bahianthus, Baileya, Baillieria, Bajacalia, Balduina, Balsamita, Balsamorhiza, Baltimora, Barkleyanthus, Barnadesia, Barrattia, Barroetea, Barrosoa, Bartlettia, Bartlettina, Basedowia, Bebbia, Bedfordia, Bejaranoa, Bellida, Bellis, Bellium, Belloa, Berardia, Berkheya, Berlandiera, Berroa, Berylsimpsonia, Bidens, Bigelowia, Bishopalea, Bishopanthus, Bishopiella, Bishovia, Blainvillea, Blakeanthus, Blakiella, Blanchetia, Blennosperma, Blennospora, Blepharipappus, Blepharispermum, Blepharizonia, Blumea, Blumeopsis, Boeberastrum, Boeberoides, Bolanosa, Bolocephalus, Boltonia, Bombycilaena, Borkonstia, Borrichia, Bothriocline, Brachanthemum, Brachionostylum, Brachyactis, Brachyclados, Brachyglottis, Brachylaena, Brachyris, Brachyscome, Brachythrix, Bracteantha, Brauneria, Brickellia, Brickelliastrum, Brocchia, Bryomorphe, Buphthalmum, Burkartia.

## C

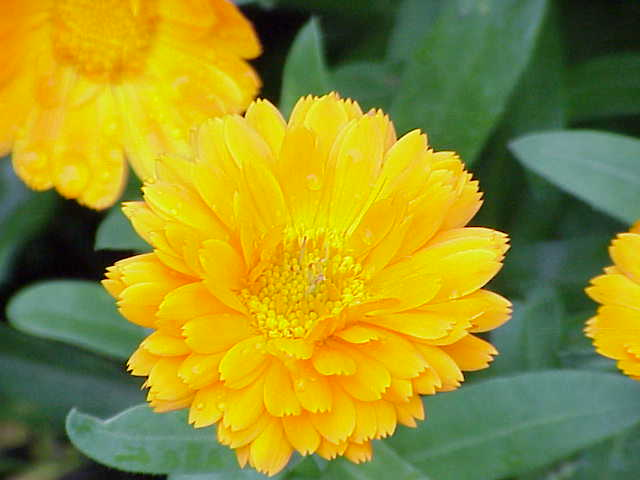
Calendula officinalis

Cabreriella, Cacalia, Cacaliopsis, Cacosmia, Cadiscus, Caesulia, Calea, Calendula, Callicephalus, Callichroa, Callilepis, Calliopsis, Callistephus, Callistemma, Calocephalus, Calomeria, Calostephane, Calotesta, Calotis, Calycadenia, Calycoseris, Calyptocarpus, Camchaya, Campovassouria, Camptacra, Campuloclinium, Campylotheca, Canadanthus, Cancrinia, Cancriniella, Cardopatium, Carduncellus, Carduus, Carelia, Carlina, Carminatia, Carpesium, Carphephorus, Carphochaete, Carramboa, Carterothamnus, Carthamus, Cassinia, Castalis, Castanedia, Castrilanthemum, Catamixis, Catananche, Catatia, Cavalcantia, Cavea, Celmisia, Centaurea, Centaurodendron, Centauropsis, Centaurothamnus, Centipeda, Centratherum, Centromadia, Cephalipterum, Cephalopappus, Cephalophora, Cephalorrhynchus, Cephalosorus, Ceratogyne, Ceruana, Chacoa, Chaenactis, Chaetadelpha, Chaetanthera, Chaetopappa, Chaetoseris, Chamaechaenactis, Chamaegeron, Chamaemelum, Chamaepeuce, Chamaepus, Chamissomneia, Chaptalia, Chardinia, Charieis, Cheiroloma, Cheirolophus, Chersodoma, Chevreulia, Chiliadenus, Chiliocephalum, Chiliophyllum, Chiliotrichiopsis, Chiliotrichum, Chimantaea, Chionolaena, Chionopappus, Chlamydophora, Chloracantha, Chondrilla, Chondropyxis, Chresta, Chromolaena, Chromolepis, Chronopappus, Chrysactinia, Chrysactinium, Chrysanthellum, Chrysanthemoides, Chrysanthemum, Chrysanthoglossum, Chrysocephalum, Chrysocoma, Chrysogonum, Chrysolaena, Chrysoma, Chrysophthalmum, Chrysopsis, Chrysothamnus, Chthonocephalus, Chucoa, Chuquiraga, Cicerbita, Ciceronia, Cichorium, Cineraria, Cirsium, Cissampelopsis, Cladanthus, Cladochaeta, Clappia, Clavigera, Cleistanthium, Clibadium, Cnicothamnus, Cnicus, Coespeletia, Coleocoma, Coleostephus, Colobanthera, Columbiadoria, Comaclinium, Comborhiza, Commidendrum, Complaya, Condylidium, Condylopodium, Conocliniopsis, Conoclinium, Conyza, Coreocarpus, Coreopsis, Corethamnium, Corethrogyne, Correllia, Corymbium, Cosmos, Constancea, Cotula, Coulterella, Cousinia, Cousiniopsis, Craspedia, Crassina, Crassocephalum, Cratystylis, Cremanthodium, Crepidiastrum, Crepis, Critonia, Critoniadelphus, Critoniella, Critoniopsis, Crocidium, Cronquistia, Cronquistianthus, Croptilon, Crossostephium, Crossothamnus, Crupina, Cryptostemma, Cuatrecasanthus, Cuatrecasasiella, Cuchumatanea, Culcitium, Cullumia, Curio, Cuspidia, Cyanthillium, Cyathocline, Cyathomone, Cyclachaena, Cyclolepis, Cylindrocline, Cymbolaena, Cymbonotus, Cymbopappus, Cynara, Cyrtocymura.

## D

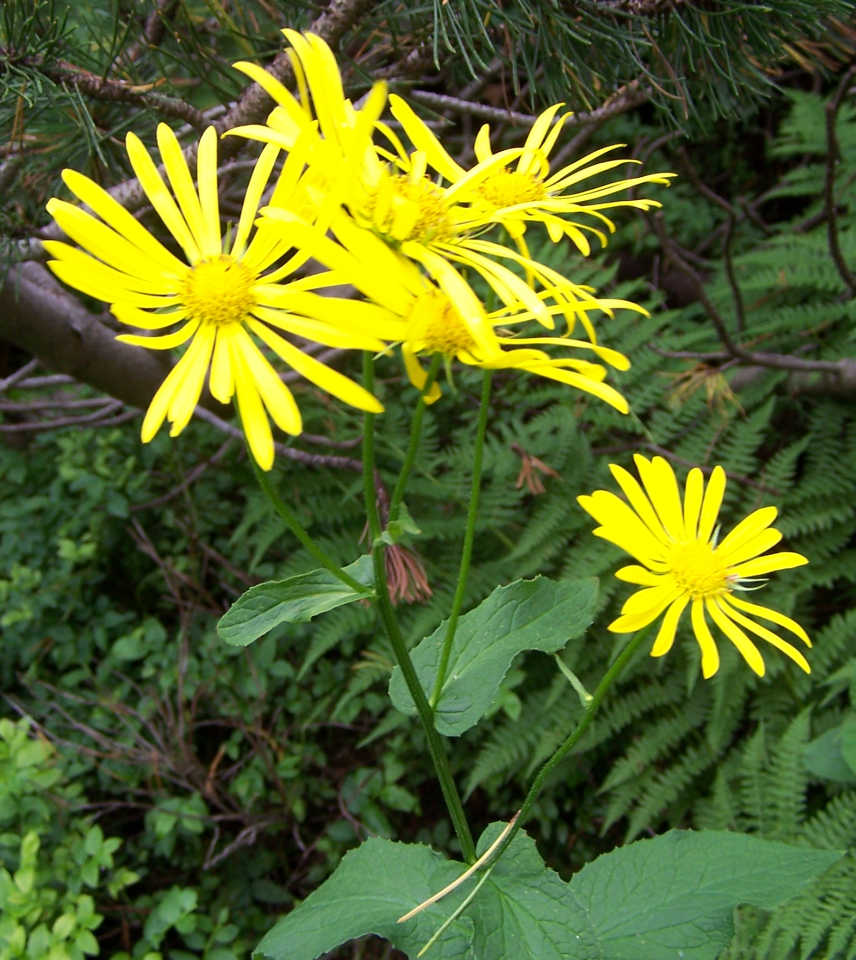
Doronicum austriacum

Dacryotrichia, Dahlia, Damnamenia, Damnxanthodium, Dasycondylus, Dasyphyllum, Daveaua, Decachaeta, Decastylocarpus, Decazesia, Deinandra, Delairea, Delamerea, Delilia, Dendranthema, Dendrocacalia, Dendrophorbium, Dendrosenecio, Dendroseris, Denekia, Desmanthodium, Dewildemania, Diacranthera, Dianthoseris, Diaphractanthus, Diaspananthus, Dicercoclados, Dichaetophora, Dichrocephala, Dichromochlamys, Dicoma, Dicoria, Dicranocarpus, Didelta, Dielitzia, Dieteria, Digitacalia, Dimeresia, Dimerostemma, Dimorphocoma, Dimorphotheca, Dinoseris, Diodontium, Diplazoptilon, Diplopappus, Diplostephium, Diplothrix, Dipterocome, Dipterocypsela, Disparago, Dissothrix, Distephanus, Disynaphia, Dithyrostegia, Dittrichia, Doellingeria, Dolichoglottis, Dolichorrhiza, Dolichothrix, Dolomiaea, Doniophyton, Dorobaea, Doronicum, Dracopis, Dresslerothamnus, Dubautia, Dubyaea, Dugaldia, Dugesia, Duhaldea, Duidaea, Duseniella, Dymondia, Dyscritogyne, Dyscritothamnus, Dysodiopsis, Dysodium, Dyssodia.

## E
Eastwoodia, Eatonella, Echinacea, Echinops, Eclipta, Egania, Elephantopus, Embergeria, Emilia, Encelia, Enceliopsis, Engelmannia, Erato, Erechtites, Eriachaenium, Ericameria, Ericentrodea, Erigeron, Eriocarpum, Eriocephalus, Eriophyllum, Erlangea, Eryngiophyllum, Erythrochaete, Espeletia, Ethulia, Eucephalus, Eumorphia, Eupatoriadelphus, Eupatorium, Euphrosyne, Eurybia, Euryops, Euthamia, Evax

## F
Felicia, Ferdinanda, Filaginella, Filago, Filifolium, Fitchia, Flaveria, Florestina, Flotovia, Flourensia, Franseria, Fulcaldea

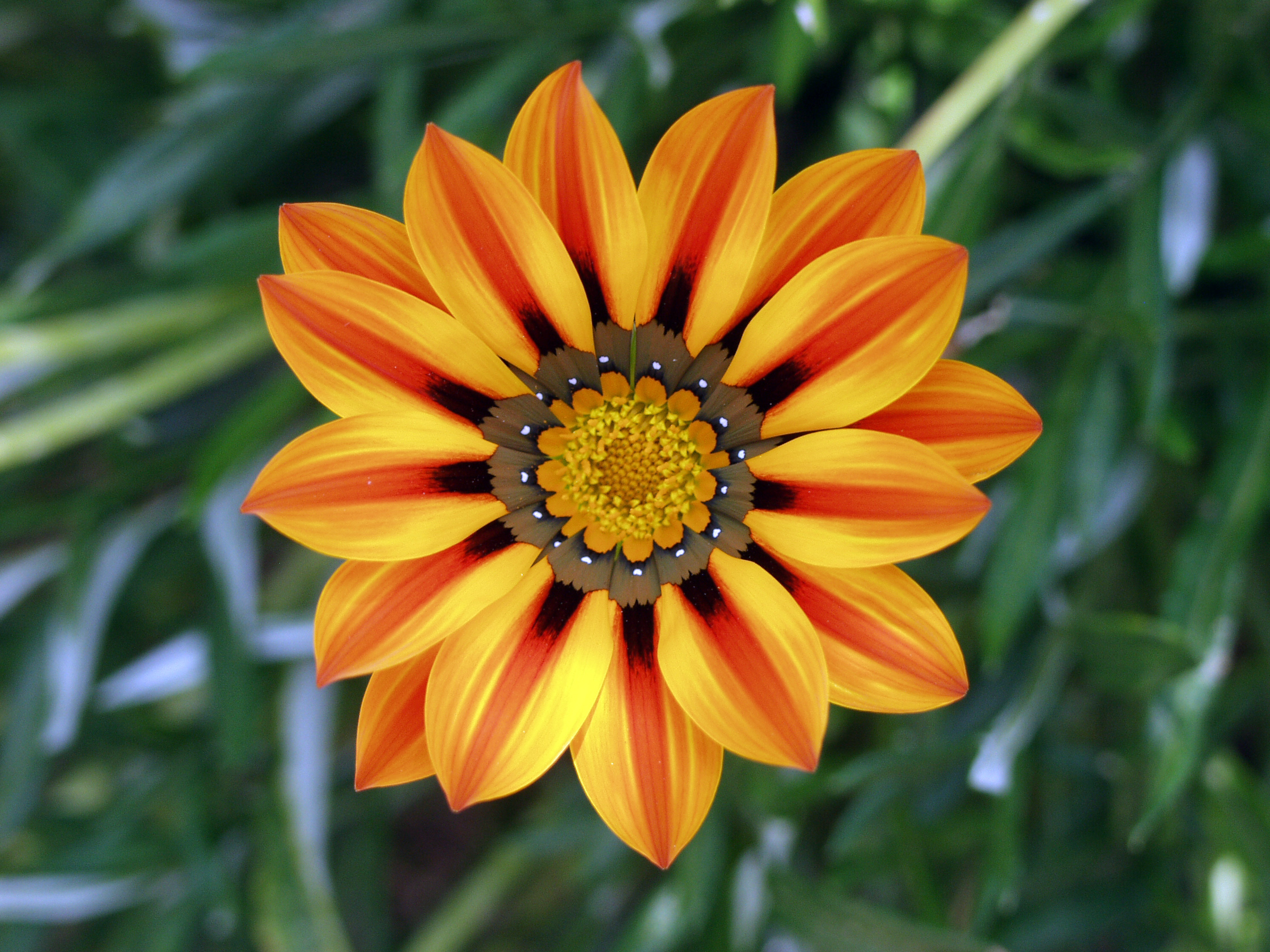
Infiorescenza di Gazania sp.

## G
Gaertneria, Gaillardia, Galactites, Galinsoga, Gamochaeta, Gamolepis, Gazania, Geigeria, Georgina, Geraea, Gerbera, Geropogon,  Gibbaria, Glebionis, Glossocardia, Glyptopleura, Gnaphalium, Gochnatia, Goldmanella, Gonospermum, Gorteria, Grangea, Grindelia, Guizotia, Gundelia, Gutenbergia, Gutierrezia, Gymnarrhena, Gymnocoronis, Gymnolaena, Gymnolomia, Gymnopsis, Gymnostyles, Gynoxys, Gynura, Gypothamnium

## H
Halea, Haplopappus, Harnackia, Harpalium, Hazardia, Hebeclinium, Hecastocleis, Hedypnois, Helenium, Helianthella, Helianthus, Helichrysum, Heliomeris, Heliopsis, Helipterum, Helminthia, Helminthotheca, Hemizonia, Henricksonia, Hertia, Hesperevax, Hesperomannia, Heteranthemis, Heterochaeta, Heterolepis, Heteropappus, Heterosperma, Heterotheca, Hidalgoa, Hieracium, Hippia, Holocarpha, Holozonia, Homogyne, Homopappus, Huarpea, Hulsea, Humea, Hyalis, Hydropectis, Hymenoclea, Hymenopappus, Hymenothrix, Hymenoxys, Hyoseris, Hypericophyllum, Hypochaeris (variante ortografica Hypochoeris), Hysterionica

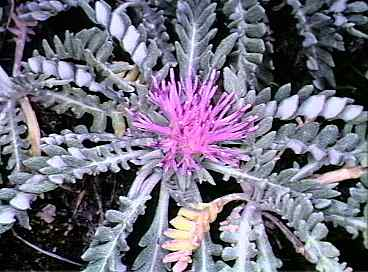
Jurinea bocconei

## I
Ifloga, Inula, Inuloides, Io, Iostephane, Ismelia, Isocoma, Isostigma, Iva, Ixeridium, Ixeris, Ixiolaena

## J
Jacobaea, Jasonia, Jaumea, Johannia, Jurinea

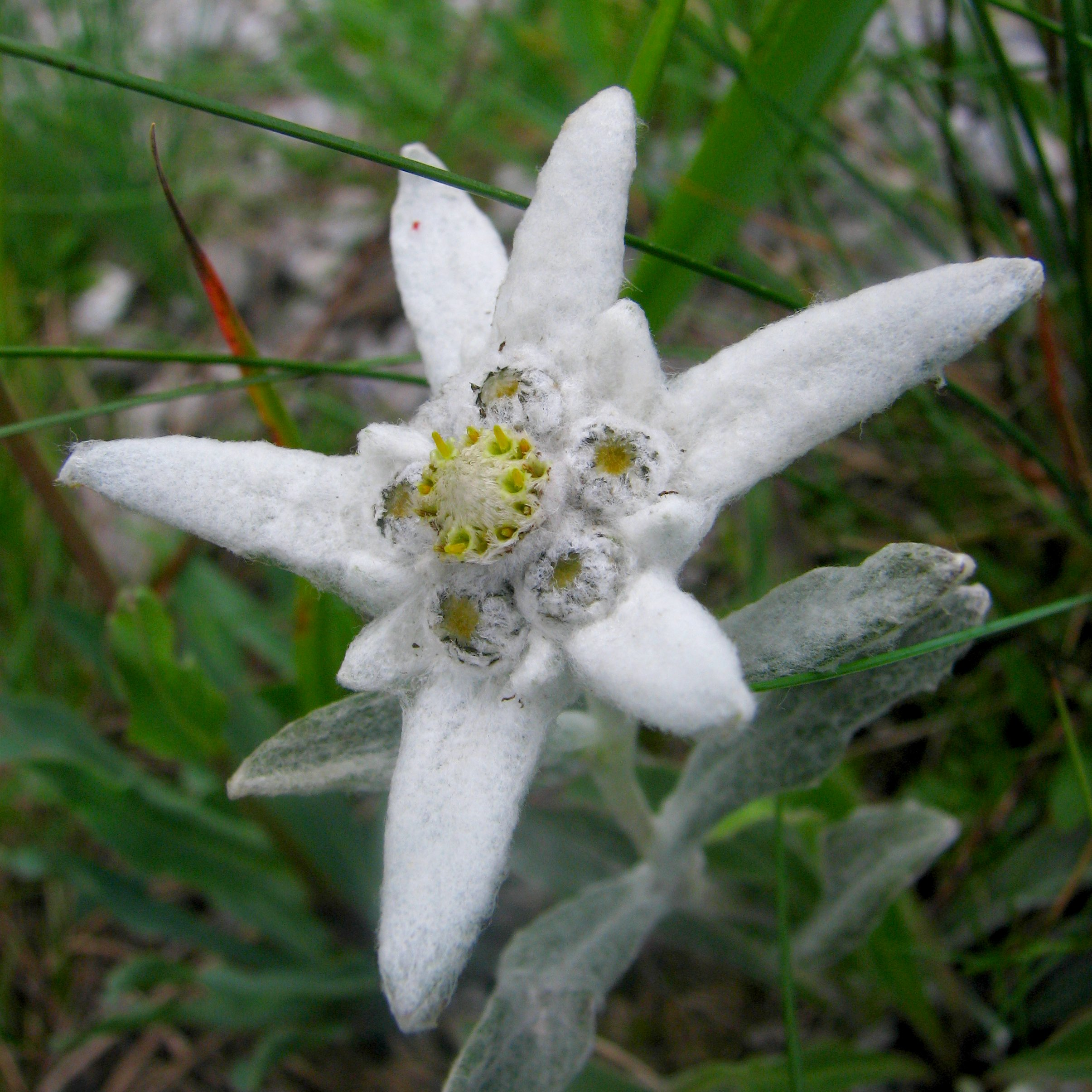
Leontopodium alpinum

## K
Kalimeris, Kentrophyllum, Kleinia, Koanophyllon, Koehneola, Krigia, Kuhnia

## L
Lachnophyllum, Laciniaria, Lactuca, Laennecia, Lagascea, Lagedium, Lagenophora, Lagophylla, Lamyropsis, Lappa, Lapsana, Lasiospermum, Lasthenia, Launaea, Lawrencella, Leibnitzia, Leiboldia, Lembertia, Leontodon, Leontopodium, Lepidaploa, Lepidospartum, Leptinella, Leptocarpha, Leptosyne, Lescaillea, Lessingia, Lessingianthus, Leucactinia, Leucanthemella, Leucanthemopsis, Leucanthemum, Leucelene, Leucogenes, Leucomeris, Leucopsis, Leuzea, Liatris, Lidbeckia, Ligularia, Limbarda, Linosyris, Linzia, Lipochaeta, Lonas, Lugoa, Luina, Lulia, Lycoseris, Lygodesmia

## M
Machaeranthera, Madaroglossa, Madia, Malacothrix, Malperia, Mantisalca, Marshallia, Matricaria, Megalodonta, Melampodium, Melanthera, Mendezia, Microcephala, Microglossa, Micropus, Microseris, Mikania, Milleria, Mirasolia, Molina, Monoculus, Monolopia, Monoptilon, Montanoa, Moonia, Moquinia, Moscharia, Mulgedium, Munnozia, Munzothamnus, Mustelia, Mutisia, Mycelis, Myriactis, Myriocephalus

## N
Nabalus, Nananthea, Nardosmia, Narvalina, Neomirandea, Nephrotheca, Nestlera, Neurolaena, Nicolletia, Nidorella, Nipponanthemum, Nivellea, Nolletia, Nothocalais, Noticastrum, Notobasis

## O
Odontospermum, Oglifa, Oldenburgia, Olearia, Olgaea, Oligocarpus, Onopordum, Onoseris, Oonopsis, Oparanthus, Ophryosporus, Ormenis, Orochaenactis, Osmadenia, Osteospermum, Otanthus, Othonna, Oxytenia, Ozothamnus

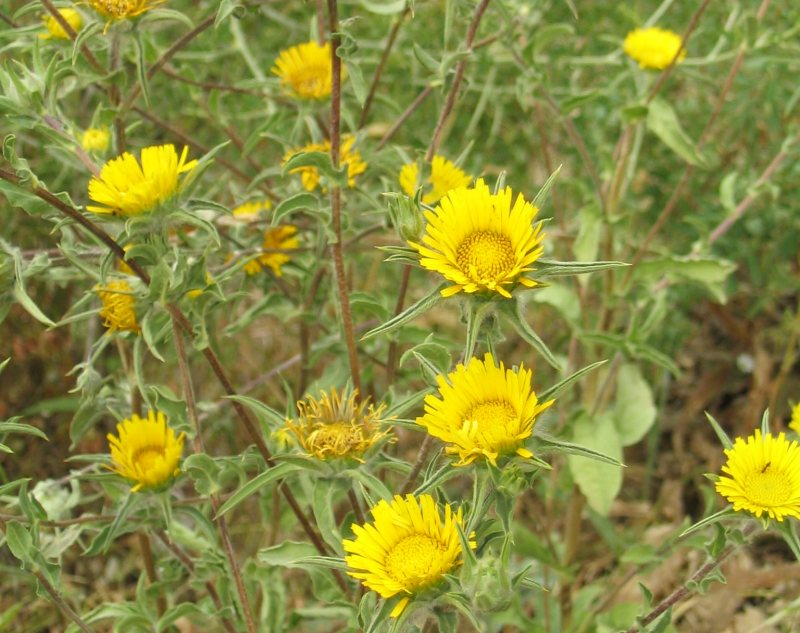
Pallenis spinosa

## P
Pachylaena, Pachystegia, Palafoxia, Pallenis, Pappobolus, Paraixeris, Parasenecio, Parthenium, Pascalia, Pectis, Pentachaeta, Pentanema, Pentzia, Perdicium, Perezia, Pericallis, Pericome, Perityle, Pertya, Perymenium, Petasites, Petradoria, Petrobium, Peucephyllum, Phaenocoma, Phaenopus, Phagnalon, Phalacroseris, Phoebanthus, Phymaspermum, Picnomon, Picradenia, Picradeniopsis, Picridium, Picris, Pilosella, Pinillosia, Piqueria, Pityopsis, Placus, Platycarpha, Platycarphella, Plagius, Plazia, Pleurocoronis, Pleurophyllum, Pluchea, Podachaenium, Podanthus, Podolepis, Podospermum, Polyachyrus, Polycalymma, Polychaetia, Polymnia, Polypteris, Porcellites, Porophyllum, Prenanthella, Prenanthes, Prionopsis, Proustia, Psathyrotes, Pseudelephantopus, Pseudobahia, Pseudognaphalium, Pseudogynoxys, Pseudostifftia, Psilactis, Psilocarphus, Psilostrophe, Pterocypsela, Pteronia, Pteropogon, Ptilocalais, Ptiloria, Ptilostemon, Pulicaria, Pyrethrum, Pyrrhopappus, Pyrrocoma

## R
Rafinesquia, Raillardella, Raillardiopsis, Railliardia, Raoulia, Ratibida, Rayjacksonia, Reichardia, Relhania, Remya, Rhagadiolus, Rhaponticum, Rhodanthe, Rhodanthemum, Riddellia, Rigiopappus, Robertia, Rolandra, Rosenia, Rudbeckia

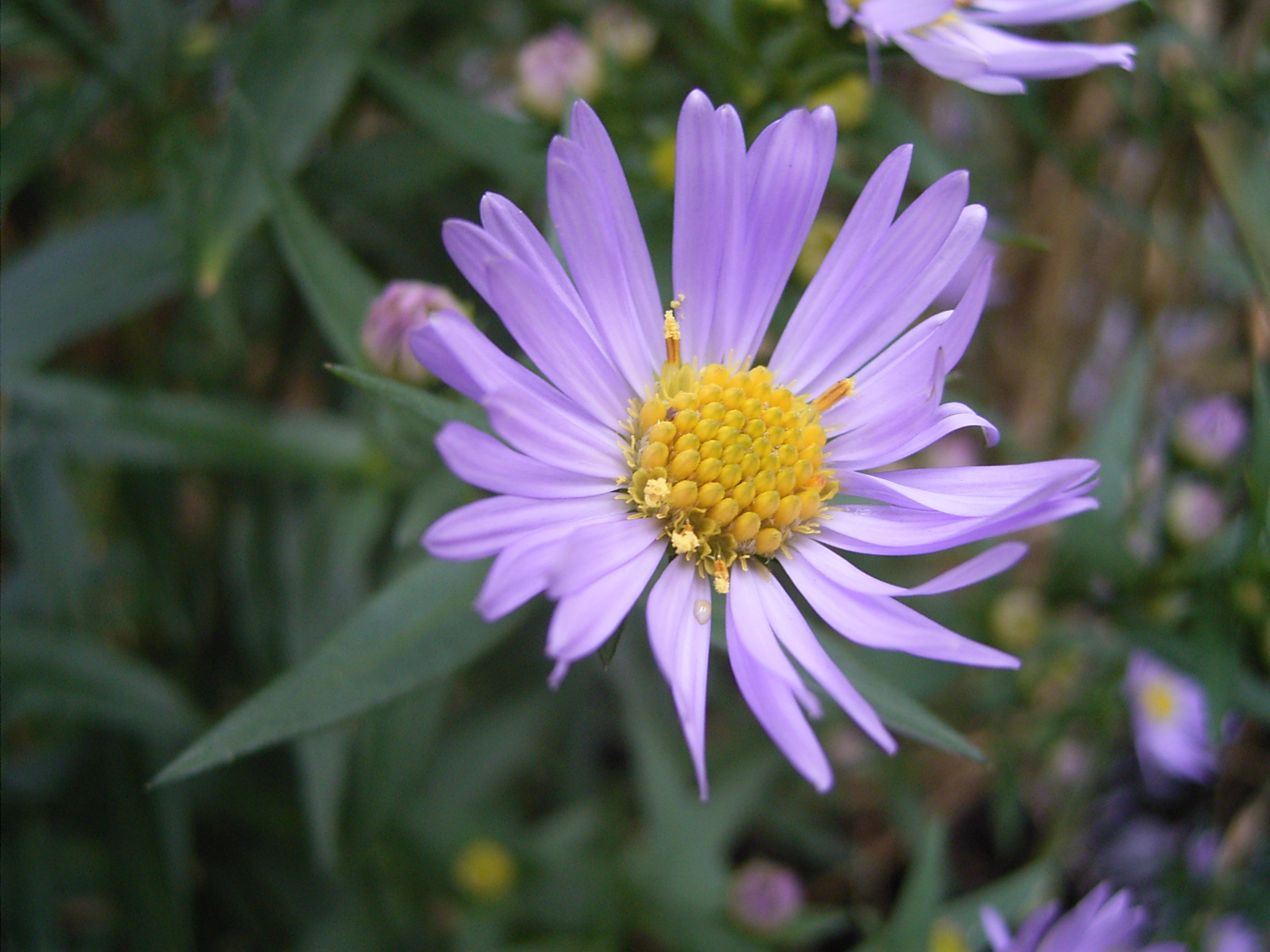
Symphyotrichum novi-belgii

## S
Salmea, Santolina, Sanvitalia, Sartwellia, Saussurea, Scalesia, Scalia, Scariola, Schizophyllum, Schkuhria, Schlechtendalia, Schoenia, Sclerocarpus, Scolymus, Scorzonella, Scorzonera, Selleophytum, Senecio, Seridia, Seriphidium, Serratula, Shawia, Sideranthus, Siegesbeckia, Sigesbeckia, Silphium, Silybum, Simsia, Sinacalia, Smallanthus, Solanecio, Solidago, Solidaster, Soliva, Sonchus, Soroseris, Sphaeranthus, Sphaeromeria, Sphagneticola, Sphenogyne, Spilanthes, Staehelina, Staehlina, Staurochlamys, Stebbinsoseris, Steirodiscus, Stemmacantha, Stenachaenium, Stenactis, Stenotus, Stephanomeria, Steptorhamphus, Stevia, Stifftia, Stilpnopappus, Stobaea, Stoebe, Stokesia, Strophopappus, Strotheria, Stylocline, Swammerdamia, Symphyotrichum, Syncarpha, Syncretocarpus, Synedrella, Syntrichopappus

## T

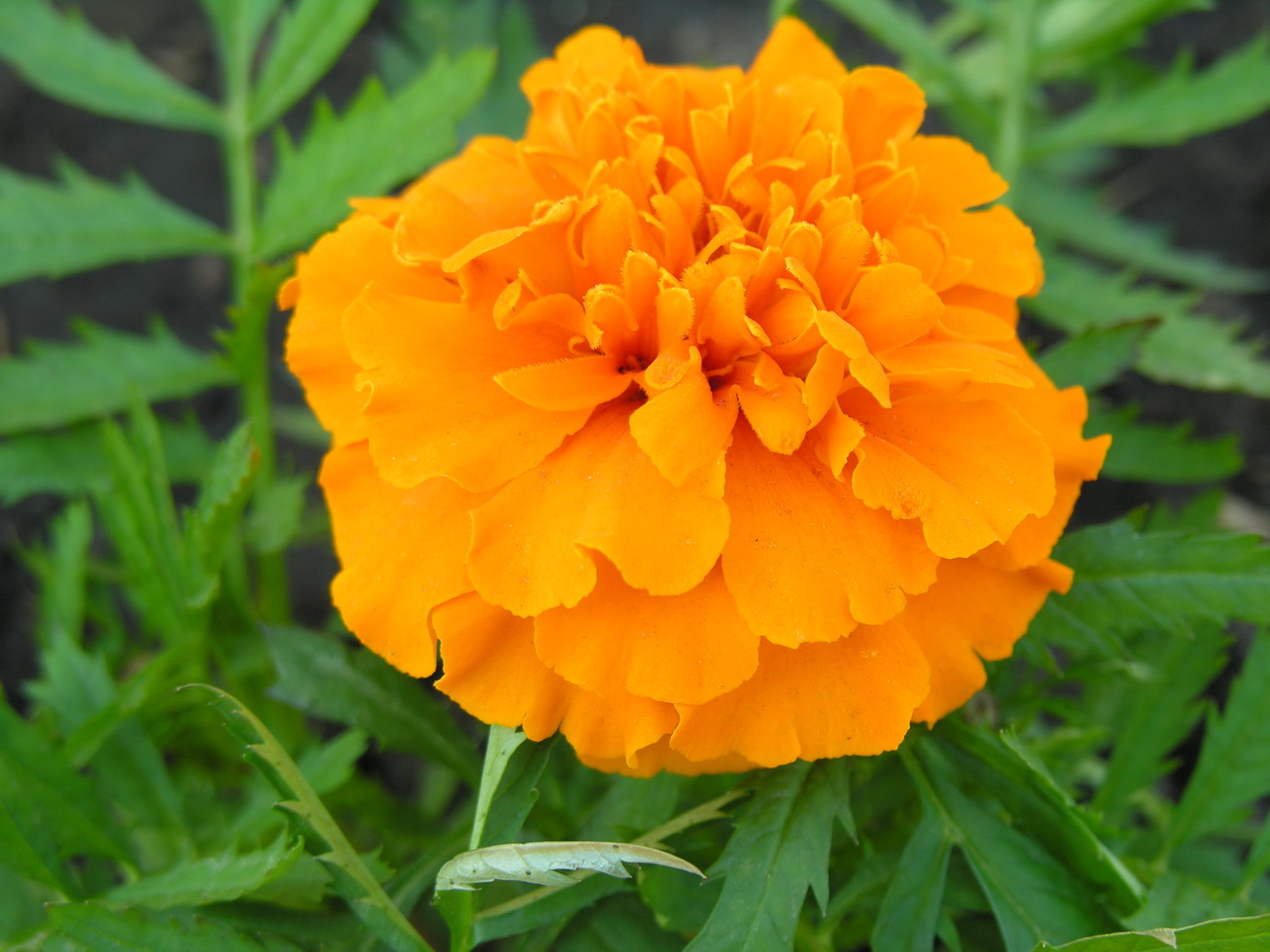
Tagetes erecta

Taeckholmia, Tagetes, Tanacetum, Taraxacum, Tarchonanthus, Telekia, Tephroseris, Tessaria, Tetracarpum, Tetradymia, Tetragonotheca, Tetramolopium, Tetraneuris, Tetraperone, Thelechitonia, Thelesperma, Thymophylla, Tithonia, Tolpis, Tonestus, Townsendia, Tracyina, Tragoceros, Tragopogon, Trichocoronis, Trichogyne, Tricholepis, Trichoptilium, Tridax, Trilisa, Trimorpha, Trioncinia, Tripleurospermum, Tripolium, Tripteris, Trixis, Tuckermannia, Tussilago, Tyrimnus

## U
Uhdea, Urbinella, Uropappus, Urospermum, Ursinia, Uechtritzia

## V
Vanillosmopsis, Varilla, Venegasia, Venidium, Verbesina, Vernonanthura, Vernonia, Veslingia, Vicoa, Viguiera, Villanova, Vilobia, Vittadinia, Volutaria

## W
Warionia, Webbia, Wedelia, Whitneya, Wilkesia, Willemetia, Willoughbya, Wollastonia, Wyethia

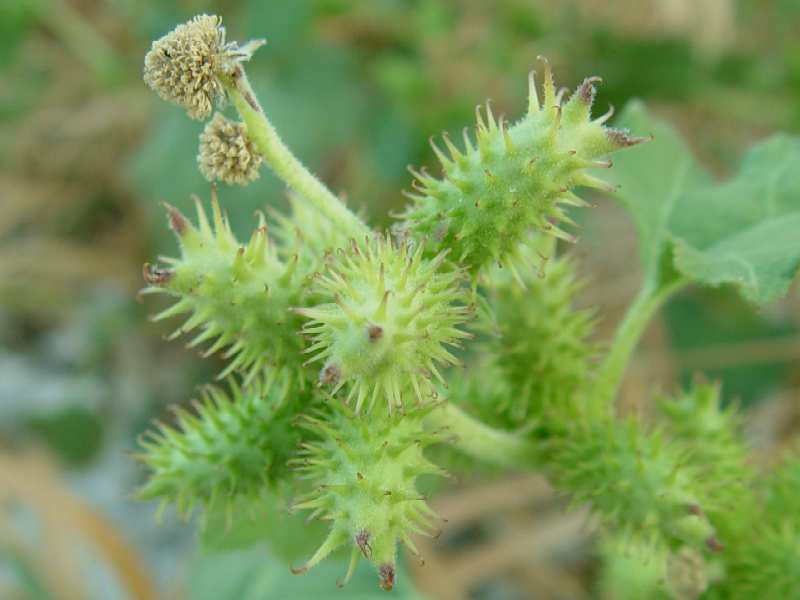
Xanthium strumarium

## X
Xanthisma, Xanthium, Xanthocephalum, Xanthochrysum, Xeranthemum, Ximenesia, Xylanthemum, Xylorhiza

## Y
Youngia

## Z
Zacintha, Zaluzania, Zexmenia, Zinnia.